# La terra impareggiabile
La terra impareggiabile è la penultima raccolta di poesie di Salvatore Quasimodo pubblicata nel 1958 da Mondadori nella collana I poeti dello “Specchio” ed ottenne il Premio Viareggio.

## Struttura
Indice della raccolta: 
Visibile, invisibile
- Visibile, invisibile
- La terra impareggiabile
- Oggi ventuno marzo
- Dalla natura deforme
- Un arco aperto
- Un'anfora di rame
- Al padre
- Le arche scaligere
- Un gesto o un nome dello spirito

Ancora dell'inferno
- Il muro
- In questa città
- Ancora dell'inferno
- Notizia di cronaca
- Quasi un epigramma
- I soldati piangono di notte

Dalla Grecia
- Di notte sull'Acropoli
- Micene
- Seguendo l'Alfeo
- Delfi
- Maratona
- Minotauro e Cnosso
- Eleusi

Domande e risposte
- Alla nuova luna
- Una risposta
- Altra risposta